# مسجد كوتو بارو الكبير
مسجد كوتو بارو الكبير هو واحد من أقدم المساجد في إندونيسيا، يقع المسجد في بلدة كوتو بارو، سونغاي بغو في منطقة جنوب سولوك غرب سومطرة .

## البناء
بني المسجد في عام 1922 من قبل المعماري الذي صمم مسجد راو راو الذي يقع في تاناه داتار، بناء المسجد يشكل مزيج من عمارة المينانجكاباو مع العمارة الفارسية، المسجد عانى أضرار كبيرة بسبب الزلزال الذي وقع في عام 1926، والذي حدث والمسجد ما زال تحت الإنشاء، مما أدى إلى تأخير بناء المسجد الجديد والذي اكتمل في عام 1933، المسجد لا يبعد كثيرا عن المنطقة التي تعرف باسم تغاري سريبو روماه غدانغ أو حوالي 37 كم من بادانج أرو عاصمة منطقة جنوب سولوك، يتم حاليا استخدام المسجد للأنشطة الدينية للمسلمين، ويستخدم أيضا بمثابة وسيلة للتعليم الديني للمجتمع المحلي، وأصبح واحدة من المعالم السياحية الشهيرة في جنوب سولوك.

## التاريخ
بدأ البناء في مسجد كوتو بارو في عام 1922، وقد تم الانتهاء الفعلي من المسجد في عام 1933، الا أنه في الثامن والعشرين من شهر يونيو عام 1926 وقع زلزال قوته 7.6 درجة على مقياس ريختر مركزه في بادانج بانجانغ، والذي أسفر عن تضرر المسجد تضرر شديد، وصادف أنه بعد الزلزال هناك معماري ياباني كان موجود في جنوب سولوك، وقد قصده واجتمع قادة المجتمع المحلي مع المهندسين المعماريين الياباني وطلبوا رأيه في ما إذا كان لا يزال سيسمح للمسجد لاستخدامه، ثم بعد أن درس المهندس المعماري الياباني الوضع قال أن المسجد لا يزال مناسبا للاستخدام .
وعلى الرغم من أن مسجد كوتو بارو الكبير واحدا من أقدم المساجد لأن المسجد بني ولم يتم إعادة بنائه بشكل كبير، المسجد لم يخضع للعديد من التجديدات والترميمات بحيث لا يزال يحتفظ على أصالته، والتجديدات التي أجريت فقط في شكل الجدران، ثم تم الإصلاح الذي تضرر منه المسجد جراء الزلزال، أما التكاليف التي تم الحصول عليها فهي بشكل مستقل إما من المجتمع المحلي أو من الخارج في عام 1947، وتم البناء بدون تغيير الشكل الأصلي، كما تم إصلاح مسجد كوتو بارو الكبير وترميمه مرتين، وبالتحديد في عام 1980 وعام 1992، وفي وقت لاحق في عام 2004 قررت الحكومة المحلية تقديم المساعدة في بناء البوابة في ساحة المسجد .

## العمارة
الجمع بين مختلف أطياف العمارة واضح للعيان في عمارة المسجد، هو في العموم مزيج بين العمارة الفارسية والعمارة المينانجكاباو، وكما الحال في غيره من عمارة المساجد المينانجكاباو، سقف المسجد يضم عدة مستويات مقعره قليلا، إلا في المستوى الأعلى من سقف فهناك غرفة مربعة الشكل مع أربعة سقوف، العمارة الشاملة للمسجد يشبه عمارة مسجد راو راو في تاناه داتار .